# Tetraommatus luzonicus
Tetraommatus luzonicus är en skalbaggsart som beskrevs av Hüdepohl 1990. Tetraommatus luzonicus ingår i släktet Tetraommatus och familjen långhorningar.
Artens utbredningsområde är Filippinerna. Inga underarter finns listade i Catalogue of Life.